# フェリシオ・ブラウン・フォーブス
フェリシオ・アナンド・ブラウン・フォーブス（Felicio Anando Brown Forbes 、1991年8月28日 - ）は、ドイツ・ベルリン出身のプロサッカー選手。ポジションは、ミッドフィールダー（ウイング）、フォワード。サッカーコスタリカ代表。

## クラブ歴
コスタリカ人の父とドイツ人の母との間にドイツのベルリンで生まれ、生後6年間をコスタリカのリモンで過ごした。2011年1月22日、1-1で引き分けたホームのVfBシュトゥットガルトII戦でプロデビューを果たした。
2014年7月、ロシアのクリリヤ・ソヴェトフからFCウファへ移籍。契約は2年間。
2017年2月24日、アンジ・マハチカラに2016-17シーズン終了までのローン移籍で加入した。
2017年9月11日、アムカル・ペルミと契約を結んだ。
2018年7月20日、2年契約でコロナ・キェルツェに加入したが、2019年6月29日にクラブを退団した。
2019年6月28日、エクストラクラサのラクフ・チェンストホヴァと1年契約を結んだことが発表された。
2020年10月5日、同リーグのヴィスワ・クラクフに移籍した。

## 代表歴
当初はコスタリカ代表でプレーすることを希望していたが、ユース年代はドイツ代表を優先した。しかし、2011年以来代表に招集されなくなると、再びコスタリカ代表に関心を示し、2013年9月12日に自身のTwitterのアカウントで2014 FIFAワールドカップにコスタリカ代表でプレイする資格を有していると強調した。2013年11月、本人はロス・ティコス（コスタリカ代表の愛称）でのプレーを望んでいることがコスタリカのマスコミに報じられた。

## 個人成績

### クラブ
2020年6月15日現在
| クラブ                           | シーズン | リーグ                             | リーグ | リーグ | カップ | カップ | その他 | その他 | 合計 | 合計 |
| クラブ                           | シーズン | リーグ                             | 出場   | 得点   | 出場   | 得点   | 出場   | 得点   | 出場 | 得点 |
| -------------------------------- | -------- | ---------------------------------- | ------ | ------ | ------ | ------ | ------ | ------ | ---- | ---- |
| 1.FCニュルンベルクII             | 2010-11  | レギオナルリーガ・ズュート         | 13     | 0      | –      | –      | –      | –      | 13   | 0    |
| 1.FCニュルンベルクII             | 2012-13  | レギオナルリーガ・バイエルン       | 16     | 2      | –      | –      | –      | –      | 16   | 2    |
| 1.FCニュルンベルクII             | 合計     | 合計                               | 29     | 2      | 0      | 0      | 0      | 0      | 29   | 2    |
| カールツァイス・イェーナ         | 2010-11  | 3. リーガ                          | 15     | 3      | –      | –      | 1      | 0      | 16   | 3    |
| ロートヴァイス・オーバーハウゼン | 2011-12  | 3. リーガ                          | 34     | 6      | 1      | 0      | –      | –      | 35   | 6    |
| FSVフランクフルトII              | 2012-13  | レギオナルリーガ・ズュートヴェスト | 11     | 4      | –      | –      | –      | –      | 11   | 4    |
| クリリヤ・ソヴェトフ・サマーラ   | 2013-14  | ロシア・プレミアリーグ             | 15     | 0      | 1      | 0      | –      | –      | 16   | 0    |
| ウファ                           | 2014-15  | ロシア・プレミアリーグ             | 9      | 1      | 1      | 0      | –      | –      | 10   | 1    |
| ロストフ                         | 2015-16  | ロシア・プレミアリーグ             | 0      | 0      | 0      | 0      | –      | –      | 0    | 0    |
| アルセナル・トゥーラ             | 2015-16  | FNL                                | 8      | 2      | –      | –      | –      | –      | 8    | 2    |
| アルセナル・トゥーラ             | 2016-17  | ロシア・プレミアリーグ             | 14     | 2      | 0      | 0      | –      | –      | 14   | 2    |
| アルセナル・トゥーラ             | 合計     | 合計                               | 22     | 4      | 0      | 0      | 0      | 0      | 22   | 4    |
| アンジ・マハチカラ               | 2016-17  | ロシア・プレミアリーグ             | 5      | 1      | –      | –      | –      | –      | 5    | 1    |
| アムカル・ペルミ                 | 2017-18  | ロシア・プレミアリーグ             | 13     | 2      | 1      | 0      | 2      | 0      | 16   | 2    |
| コロナ・キェルツェ               | 2018-19  | エクストラクラサ                   | 19     | 3      | 1      | 0      | –      | –      | 20   | 3    |
| ラクフ・チェンストホヴァ         | 2019-20  | エクストラクラサ                   | 21     | 9      | 2      | 2      | –      | –      | 23   | 11   |
| 通算                             | 通算     | 通算                               | 193    | 33     | 7      | 2      | 3      | 0      | 203  | 37   |